# Каннський кінофестиваль 2019
72-й Каннський міжнародний кінофестиваль проходив з 14 по 25 травня 2019 року в Палаці фестивалів у Каннах, Франція, та транслювався у прямому ефірі на Canal+. Ведучим церемоній відкриття та закриття фестивалю був Едуар Баер. Золоту пальмову гілку отримав фільм Паразити режисера Пон Джун Хо.
Фестиваль було відкрито показом стрічки Мертві не вмирають режисера Джима Джармуша.

## Перебіг фестивалю
27 лютого 2019 року було оголошено, що мексиканський режисер і сценарист Алехандро Гонсалес Іньярріту очолить журі цьогорічного кінофестивалю, ставши першим латиномериканським режисером на цій посаді.
26 березня 2019 року організатори кінофестивалю оголосили, що журі програми секції «Особливий погляд» очолить ліванська кінорежисерка Надін Лабакі.
4 квітня 2019 року було оголошено, що журі конкурсу програми Сінефондасьйон та короткометражних фільмів очолить французька режисерка та сценаристка Клер Дені. Раніше, у 2000 році, вона була членом журі цієї ж програми під головуванням братів Дарденн.
8 квітня 2019 року було оголошено, що Едуар Баер буде вчетверте ведучим церемоній відкриття та закриття фестивалю. До цього він виступав у цій ролі на фестивалі у 2008, 2009 і 2018 роках.
9 квітня 2019 року було оголошено, що колумбійський режисер Сіро Герра очолить журі програми Міжнародного тижня критики.
10 квітня 2019 року оголошено, що новий фільм Джима Джармуша «Мертві не вмирають» (англ. The Dead Do Not Die) відкриє офіційний конкурс фестивалю. Одночасно з цим 14 травня 2019 року відбудеться його світова прем'єра. Раніше, у 1984 році фільм Джима Джармуша «Дивніше, ніж в раю» (англ. Stranger Than Paradise) отримав Золоту камеру Каннського МКФ, а в 2016 році режисер представив на кінофестивалі два фільми: «Патерсон» (англ. Paterson) і «Дай мені небезпеки» (англ. Gimme Danger).
15 квітня 2019 презентовано офіційний постер 72-го Каннського кінофестивалю. На ньому зображена французька кінорежисерка Аньєс Варда (померла 29 березня 2019 року) на зйомках фільму «Коротка піщана коса» (фр. La Pointe Short) у 1954 році.
17 квітня 2019 року напередодні прес-конференції, на якій було оголошено офіційну програму фестивалю 2019 року, було анонсовано, що Почесну пальмову гілку за кар'єру отримає французький актор Ален Делон.
18 квітня 2019 в Парижі програмний директор фестивалю Тьєррі Фремо і президент П'єр Лескюр оприлюднили офіційну програму кінофестивалю, до якої увійшло 19 кіноробіт. У програмі «Особливий погляд» серед інших візьме участь дебютний повнометражний фільм українського режисера Нарімана Алієва «Додому».
29 квітня 2019 організатори Каннського кінофестивалю оголосили повний склад журі основної конкурсної програми, до якого увійшли грецький режисер Йоргос Лантімос, польський режисер Павел Павліковський, акторки Ель Феннінг та Маймуна Н'Діає, французький режисер та сценарист Робен Кампійо, кінорежисери Енкі Білал, Келлі Райхардт та Аліче Рорвахер.
2 травня 2019 було був оголошений повний склад журі програми короткометражних фільмів та Сінефондасьйон, до якого, окрім французької режисерки та сценаристки Клер Дені (про що було повідомлено раніше) увійшли акторка Стейсі Мартін, режисери і сценаристи Еран Колірін (Ізраїль), Панос Г. Коутрас (Греція) та Каталін Мітулеску (Румунія).

## Участь України
З 14 по 25 травня 2019 на міжнародному кіноринку Marche du Film у межах 72-го Каннського кінофестивалю діятиме Український павільйон. Він буде розташований на території кінофестивального містечка Village International Riviera на набережній Круазетт у Каннах та працюватиме під традиційним гаслом #UkraineIsYourDestination. У 2019 році ключовим елементом айдентики українських стендів на міжнародних кіноринках стали мотиви робіт української народної художниці Марії Примаченко. Організаторами цьогорічного Українського павільйону стали Державне агентство України з питань кіно спільно з Українською Кіноасоціацією, Асоціацією кіноіндустрії України, Київським міжнародним кінофестивалем «Молодість» та Одеським міжнародним кінофестивалем.
На фестивалі цього року Україна представлена двома фільмами в конкурсних програмах фестивалю: стрічка «Додому» режисера Нарімана Алієва бере участь у конкурсній програмі «Особливий погляд», а кінороботу ізраїльського режисера Декеля Беренсона «Анна» (створену в копродукції України, Ізраїлю та Великої Британії) відібрано до конкурсної програми короткометражних фільмів.
У рамках Cinefondation Residence — програми, що покликана відкривати нові імена та допомагає молодим режисерам із розробкою проекту дебютного повнометражного фільму і з пошуком французького партнера для копродукції, — Україну представляє сценарист та режисер Дмитро Сухолиткий-Собчук із проектом фільму «Памфір».

## Журі

### Основний конкурс
| Голова журі                                                             | Члени журі                                      | Члени журі                                    | Члени журі                                | Члени журі                                   |
| Алехандро Гонсалес Іньярріту, кінорежисер та сценарист Мексика/ Іспанія | Енкі Білал режисер, сценарист, аніматор Франція | Робен Кампійо режисер, сценарист Франція      | Ель Феннінг акторка США                   | Йоргос Лантімос режисер, сценарист Греція    |
| Алехандро Гонсалес Іньярріту, кінорежисер та сценарист Мексика/ Іспанія | Маймуна Н'Діає акторка, режисерка Буркіна-Фасо  | Павел Павліковський режисер, сценарист Польща | Келлі Райхардт режисерка, сценаристка США | Аліче Рорвахер режисерка, сценаристка Італія |

### Особливий погляд
- Голова журі: Надін Лабакі, режисерка,  Ліван
- Лісандро Алонсо[es], режисер та сценарист,  Аргентина
- Лукас Донт, режисер та сценарист,  Бельгія
- Марина Фоїс, акторка,  Франція
- Нурхан Шекерджі-Порст, продюсер,  Німеччина

### Сінефондасьйон та короткометражні фільми
- Голова журі: Клер Дені, режисерка та сценаристка,  Франція
- Стейсі Мартін, акторка,  Франція/ Велика Британія
- Еран Колірін, режисер та сценарист,  Ізраїль
- Панос Г. Коутрас, режисер та сценарист,  Греція
- Каталін Мітулеску, режисер, сценарист та продюсер,  Румунія

### Золота камера
- Голова журі: Ритхі Пань[en], режисер, сценарист, продюсер  Камбоджа
- Еліс Діоп, режисерка,  Франція
- Сандрін Маркес, представниця Синдикату критиків,  Франція
- Бенуа Деломм, кінооператор,  Франція
- Ніколя Нежелн, кінопродюсер,  Франція

### Міжнародний тиждень критики
- Голова журі: Сіро Герра[en], кінорежисер,  Колумбія
- Аміра Касар[en], акторка,  Франція/ Велика Британія
- Маріанна Слот, продюсерка,  Данія/ Франція
- Джія Мамбу, журналістка та критик,  Республіка Конго
- Йонас Карпіньяно, режисер та сценарист,  Італія

### Золоте око
- Голова журі: Йоланда Зоберман[fr], сценаристка та режисерка  Франція
- Роман Борінже[fr], акторка та режисерка,  Франція
- Ерік Каравака, актор та режисер,  Франція
- Росс Макелві[en], режисер, оператор, продюсер, монтажер та сценарист,  США
- Іван Жиру, директор Гаванського кінофестивалю,  Куба

### Queer Palm
- Голова журі: Вірджинія Ледоєн, акторка,  Франція
- Клер Дагет, операторка, режисерка, сценаристка та продюсерка,  Франція
- Кі Юн Кім[fr], акторка та гумористка,  Франція
- Філіпе Мацембахер, режисер, сценарист та продюсер,  Бразилія
- Марсіо Реолон, режисер, сценарист, продюсер та актор,  Бразилія

## Офіційна програма фестивалю
Позначки
| (CdO) | Режисерський дебют, що претендує на Золоту камеру        |
| ‡     | Претенденти на Queer Palm                                |
| ✪     | Документальні; претенденти на Золоте око                 |
| ★     | Фільм-переможець, володар головної премії у своїй секції |

### Основний конкурс
Наступні фільми були відібрані для участі в конкурсній програмі у змаганні за Золоту пальмову гілку:

#### Повнометражні фільми
| Фільм                                 | Назва мовою оригіналу                      | Режисер                                | Країна                            |
| ------------------------------------- | ------------------------------------------ | -------------------------------------- | --------------------------------- |
| Атлантика                             | Atlantique                                 | Маті Діоп                              | Франція                           |
| Бакурау ‡                             | Bacurau                                    | Жуліано Дорнель, Клебер Мендонса Фільо | Бразилія                          |
| Біль та слава ‡                       | Dolor y gloria                             | Педро Альмодовар                       | Іспанія                           |
| Вас не було на місці                  | Sorry We Missed You                        | Кен Лоуч                               | Велика Британія                   |
| Знедолені (CdO)                       | Les misérables                             | Ладж Лі                                | Франція                           |
| Зрадник                               | Il traditore                               | Марко Беллокйо                         | Італія                            |
| Маленький Джо                         | Little Joe                                 | Джессіка Гауснер                       | Австрія Німеччина Велика Британія |
| Маттіас і Максим ‡                    | Matthias & Maxime                          | Ксав'є Долан                           | Канада                            |
| Мектуб, моя любов: Інтермеццо         | Mektoub, My Love: Intermezzo               | Абделатіф Кешиш                        | Франція                           |
| Мертві не помирають (фільм відкриття) | The Dead Don't Die                         | Джим Джармуш                           | США                               |
| Молодий Ахмед                         | Le jeune Ahmed                             | Жан-П'єр Дарденн, Люк Дарденн          | Бельгія                           |
| О, дякую! ‡                           | Oh Mercy! (Roubaix, une lumière)           | Арно Деплешен                          | Франція                           |
| Одного разу в Голлівуді               | Once Upon a Time in Hollywood              | Квентін Тарантіно                      | США                               |
| Озеро диких гусей                     | 南方车站的聚会 Nan Fang Che Zhan De Ju Hui | Дяо Інянь                              | КНР                               |
| Паразити                              | 기생충 / Gisaengchung                      | Пон Джун Хо                            | Південна Корея                    |
| Певно, це рай                         | It Must Be Heaven                          | Еліа Сулейман                          | Франція Канада                    |
| Портрет дівчини у вогні ‡             | Portrait de la jeune fille en feu          | Селін Ск'ямма                          | Франція                           |
| Приховане життя                       | A Hidden Life                              | Терренс Малік                          | США Німеччина                     |
| Свистуни                              | Gomera                                     | Корнеліу Порумбою                      | Румунія Франція Німеччина         |
| Сібіл                                 | Sibyl                                      | Жустін Тріє                            | Франція                           |
| Френкі ‡                              | Frankie                                    | Айра Сакс                              | Франція Португалія Бельгія        |

### Фільми позаконкурсної програми
| Фільм                                         | Назва мовою оригіналу            | Режисер                     | Країна          |
| --------------------------------------------- | -------------------------------- | --------------------------- | --------------- |
| Дієго Марадона                                | Diego Maradona                   | Азіф Кападіа                | Велика Британія |
| Надто старий, щоб померти молодим (2 епізоди) | Too Old to Die Young             | Ніколас Віндінґ Рефн        | США             |
| Найкращі роки життя                           | Les Plus belles annees d'une vie | Клод Лелуш                  | Франція         |
| Незвичайний (фільм закриття)                  | Hors normes                      | Олів'є Накаш, Ерік Толедано | Франція         |
| Прекрасна епоха                               | Belle Epoque                     | Ніколя Бедос                | Франція         |
| Рокетмен ‡                                    | Rocketman                        | Декстер Флетчер             | Велика Британія |
| Опівнічні покази                              |                                  |                             |                 |
| Ганстер, коп, диявол                          | 악인전                           | Вон Тае Лі                  | Південна Корея  |
|                                               | Lux Æterna                       | Гаспар Ное                  | Франція         |

### Спеціальні покази
| Фільм                  | Назва мовою оригіналу       | Режисер                        | Країна          |
| ---------------------- | --------------------------- | ------------------------------ | --------------- |
| 5Б                     | 5B                          | Ден Краусс                     | США             |
| Бути живим і знати це  | Être vivant et le savoir    | Ален Кавальє                   | Франція         |
| Для Сама               | For Sama                    | Вад Аль Катеаб та Едвард Ваттс | Велика Британія |
| Кордільєри мрій        | La Cordillera de los sueños | Патрисіо Гусман                | Франція Чилі    |
| Лід у вогні            | Ice on Fire                 | Лейла Коннерс                  | США             |
| Нехай це буде закон    | Que Sea Ley                 | Хуан Соланас                   | Аргентина       |
| Сімейна романтика, LLC | Family Romance, LLC         | Вернер Герцог                  | Німеччина       |
| Томмасо                | Tommaso                     | Абель Феррара                  | США             |
| Частка (CdO)           | Share                       | Піппа Б'янко                   | США             |
|                        | Chicuarotes                 | Гаель Гарсія Берналь           | Мексика         |

### Короткометражні фільми
Наступні фільми були відібрані до програми короткометражних фільмів:
| Фільм                       | Назва мовою оригіналу               | Режисер                        | Країна                          |
| --------------------------- | ----------------------------------- | ------------------------------ | ------------------------------- |
| Анна                        | Anna                                | Декель Беренсон                | Україна Ізраїль Велика Британія |
| Біле відлуння               | White Echo                          | Хлоя Севіньї                   | США                             |
| Ван                         | The Van                             | Еренік Беґірі                  | Албанія Франція                 |
| Відстань між нами і небом ‡ | The Distance Between Us and the Sky | Васіліс Кекатос                | Греція Франція                  |
| Все включено                | All Inclusive                       | Теему Ніккі                    | Фінляндія                       |
| Монстр Бог                  | Monstruo Dios                       | Агустіна Сан Мартін            | Аргентина                       |
| Ніхто не слухає             | Ingen lyssnar                       | Елін Овергаард                 | Швеція                          |
| Сієста                      | La Siesta                           | Федеріко Луїс Тачелла          | Аргентина                       |
| Стрибок                     | The Jump (✪)                        | Ванесса Дюмон, Ніколя Деневель | Франція                         |
|                             | And Then the Bear                   | Аньєс Патрон                   | Франція                         |
|                             | Parparim                            | Йона Розеенкієр                | Ізраїль                         |

### Особливий погляд
Програму секції «Особливий погляд» було анонсовано 18 квітня 2019 року.
| Фільм                                 | Назва мовою оригіналу                     | Режисер                             | Країна                     |
| ------------------------------------- | ----------------------------------------- | ----------------------------------- | -------------------------- |
| Адам ‡                                | Adam                                      | Маріам Тусане                       | Марокко                    |
| Бик (CdO)                             | Bull                                      | Енні Сілверстейн                    | США                        |
| Братська любов (CdO)                  | La Femme de mon frère                     | Монія Шокрі                         | Канада                     |
| Відоме вторгнення ведмедів на Сицилію | La famosa invasione degli orsi in Sicilia | Лоренцо Маттотті                    | Франція Італія             |
| Дилда ‡                               | Дылда                                     | Кантемір Балагов                    | Росія                      |
| Додому (CdO)                          | Evge                                      | Наріман Алієв                       | Україна                    |
| Жанна                                 | Jeanne                                    | Брюно Дюмон                         | Франція                    |
| Кімната 212                           | Chambre 212                               | Крістоф Оноре                       | Франція                    |
| Ластівки Кабула                       | Les Hirondelles de Kaboul                 | Забу Брайтман та Елеа Гобе Мевеллек | Франція                    |
| Літо в Чангшу                         | 六欲天                                    | Цзу Фен                             | КНР                        |
| Невидиме життя                        | Vida invisível                            | Карім Айну                          | Бразилія                   |
| Одного разу в Трубчевську             | Однажды в Трубчевске                      | Лариса Садилова                     | Росія                      |
| Лапочка                               | Papicha                                   | Моніа Медур                         | Франція                    |
| Портова комісія (CdO) ‡               | Port Authority                            | Даніель Лессовіц                    | США                        |
| Свобода ‡                             | Liberté                                   | Альберт Серра                       | Іспанія                    |
| Сонце, яке ніколи не сідає            | O que arde (Viendra le feu)               | Олів'є Лакс                         | Франція Люксембург Іспанія |
| Сходження (CdO)                       | The Climb                                 | Майкл Анджело Ковіна                | США                        |
|                                       | 灼人秘密 Zhuo Ren Mi Mi                   | Міді Зед                            | Тайвань                    |

### Сінефондасьйон
| Фільм                    | Назва мовою оригіналу                              | Режисер           | Школа                                                                  | Країна          |
| ------------------------ | -------------------------------------------------- | ----------------- | ---------------------------------------------------------------------- | --------------- |
| Адам                     | Adam                                               | Шокі Лін          | Технологічний університет Наньян (NTU)                                 | Сінгапур        |
| Атмосфера                | Ambience                                           | Вісам аль Джафарі | Університетський коледж мистецтв і культури Дар-Каліма                 | Палестина       |
| Бамбук                   | Bamboe                                             | Фло ван Дерен     | RITCS                                                                  | Бельгія         |
| Єремія ‡                 | Jeremiah                                           | Кенія Гіллеспі    | Техаський університет в Остіні                                         | США             |
| Душечка                  | Duszyczka                                          | Барбара Рупік     | PWSFTviT                                                               | Польща          |
| Рука об руку             | Mano a mano                                        | Луїза Курвуазьє   | CinéFabrique                                                           | Франція         |
| Складнопідрядне ‡        | Сложноподчинённое                                  | Олеся Яковлєва    | Санкт-Петербурзький державний університет                              | Росія           |
| Сонячне сплетіння        | Solar Plexus                                       | Девід Макшейн     | Національна школа кіно і телебачення (NFTS)                            | Велика Британія |
| Сто двадцять вісім тисяч | Sto dvacet osm tisíc                               | Ондржей Ербан     | Факультет кіно і телебачення Академії музичних мистецтв у Празі (FAMU) | Чехія           |
| Фаворит                  | Favoriten                                          | Мартін Монк       | Віденська кіноакадемія                                                 | Австрія         |
| Як і раніше              | Ahogy eddig                                        | Каталін Молдовай  | Budapest Metropolitan University (METU)                                | Угорщина        |
|                          | Pura vida                                          | Мартін Ґонда      | Академія виконавських мистецтв у Братиславі                            | Словаччина      |
|                          | Netek                                              | Ярден Ліпшиць Луз | Коледж Сапір                                                           | Ізраїль         |
|                          | Rosso: La Vera storia falsa del pescatore Clemente | Антоніо Мессана   | La Fémis                                                               | Франція         |
|                          | Roadkill                                           | Лешек Мозґа       | Лондонський університет мистецтв (UAL)                                 | Велика Британія |
|                          | Hiêu                                               | Річард Ван        | CalArts                                                                | США             |
|                          | Reonghee                                           | Йон Йегвань       | Корейський національний університет мистецтв                           | Південна Корея  |

### Класика Канн
Повний список секції «Класика Канн», програми, присвяченої спадщині кінематографа, будь-коли показаної в рамках огляду, було оголошено 26 квітня 2019 року.

#### Реставрація
| Фільм                     | Назва мовою оригіналу                     | Режисер                        | Рік  | Країна              |
| ------------------------- | ----------------------------------------- | ------------------------------ | ---- | ------------------- |
| Африканська камера        | Caméra d'Afrique                          | Ферід Бугедір                  | 1983 | Туніс Франція       |
| Безтурботний наїзник      | Easy Rider                                | Денніс Гоппер                  | 1969 | США                 |
| Білий караван             | თეთრი ქარავანი / Белый караван            | Тамаз Меліава, Ельдар Шенгелая | 1964 | Грузія              |
| Вулиця Монмартр, 125      | 125, rue Montmartre                       | Жиль Гранж'є                   | 1959 | Франція             |
| Двері                     | The Doors                                 | Олівер Стоун                   | 1991 | США                 |
| Диво в Мілані             | Miracolo a Milano                         | Вітторіо Де Сіка               | 1951 | Італія              |
| Забуті                    | Los Olvidados                             | Луїс Бунюель                   | 1950 | Мексика             |
| Золотий вік               | L'Âge d'or                                | Луїс Бунюель                   | 1930 | Франція             |
| Канал                     | Kanał                                     | Анджей Вайда                   | 1957 | Польща              |
| Конокрад                  | 盗马贼                                    | Тянь Чжуанчжуан                | 1986 | КНР                 |
| Легенда про Білу Змію     | 白蛇伝 Hakujaden                          | Таїдзі Ябусіта                 | 1958 | Японія              |
| Любовні пригоди блондинки | Lásky jedné plavovlásky                   | Мілош Форман                   | 1965 | Чехія               |
| Місто страху              | La Cité de la peur, une comédie familiale | Ален Берберян                  | 1994 | Франція             |
| Мулен Руж                 | Moulin Rouge                              | Джон Г'юстон                   | 1952 | Велика Британія     |
| Назарін                   | Nazarín                                   | Луїс Бунюель                   | 1958 | Мексика             |
| Небо належить вам         | Le Ciel est à vous                        | Жан Гремійон                   | 1943 | Франція             |
| Паскуаліно «Сім красунь»  | Pasqualino Settebellezze                  | Ліна Вертмюллер                | 1975 | Італія              |
| Свідок                    | A tanú                                    | Петер Бачо                     | 1969 | Угорщина            |
| Сяйво                     | The Shining                               | Стенлі Кубрик                  | 1980 | США Велика Британія |
| Тоні                      | Toni                                      | Жан Ренуар                     | 1934 | Франція             |
| Щоденник медсестри        | 护士日记                                  | Тао Цзинь                      | 1957 | КНР                 |
|                           | Plogoff, des pierres contre des fusils    | Ніколь Ле Гаррек               | 1980 | Франція             |

#### Документальні
| Фільм                                               | Назва мовою оригіналу                                 | Режисер                        | Країна         |
| --------------------------------------------------- | ----------------------------------------------------- | ------------------------------ | -------------- |
| Мовчання Джонні                                     | Les Silences de Johnny                                | П'єр-Вільям Гленн              | Франція        |
| Пристрасті Анни Маньяні                             | La Passione di Anna Magnani                           | Енріко Черасуоло               | Італія Франція |
| Створення хвиль: мистецтво кінематографічного звуку | Making Waves: The Art of Cinematic Sound              | Мідж Костін                    | США            |
| Форман vs Форман                                    | Forman vs. Forman                                     | Гелена Тржештикова, Якуб Гейна | Чехія Франція  |
| Чінечітта: Ремесло кіно Бернардо Бертолуччі         | Cinecittà — I mestieri del cinema Bernardo Bertolucci | Маріо Сесті                    | Італія         |

## Паралельні секції

### Міжнародний тиждень критики
Наступні фільми були відібрані до програми Міжнародного тижня критики:
Повнометражні фільми
| Фільм               | Назва мовою оригіналу       | Режисер(и)        | Країна                                |
| ------------------- | --------------------------- | ----------------- | ------------------------------------- |
| Абу Лейла           | Abou Leila                  | Амін Сіді-Бумедін | Алжир Франція                         |
| Білий, білий день   | Hvítur, Hvítur Dagur        | Глінур Палмасон   | Ісландія Данія Швеція                 |
| Вівірай             | Vivarium                    | Лоркан Фінніган   | Ірландія Бельгія                      |
| Країна попелу       | Ceniza Negra                | Софія Кірос Убеда | Коста-Рика Аргентина Франція          |
| Наші матері         | Nuestras Madres             | Сезар Діаз        | Бельгія Франція                       |
| Невідомий святий    | Le Miracle du Saint Inconnu | Ала Еддін Алжем   | Марокко Франція Катар Німеччина Ліван |
| Я втратив своє тіло | J'ai perdu mon corps        | Жеремі Клапен     | Франція                               |

Короткометражні фільми
| Фільм                     | Назва мовою оригіналу  | Режисер(и)        | Країна                     |
| ------------------------- | ---------------------- | ----------------- | -------------------------- |
| Вівторок з 8 до 6         | Mardi de 8 à 18        | Сесілія де Арсе   | Франція                    |
| Вона біжить ‡             | She Runs               | Цю Ян             | КНР Франція                |
| Громадські сади           | Kolektyvinai Sodai     | Вітаутас Каткус   | Литва                      |
| День вечірки              | Día de Festa           | Софія Бост        | Португалія                 |
| Люсія у підвішеному стані | Lucía en el limbo      | Валентина Маурель | Бельгія Франція Коста-Рика |
| Манільський коханець ‡    | The Manila Lover       | Johanna Pyykkö    | Норвегія Філіппіни         |
| Остання поїздка до моря   | Ultimul Drum Spre Mare | Аді Войку         | Румунія                    |
| Пастка                    | Fakh                   | Нада Ріяд         | Німеччина                  |
| Подорож через тіло ‡      | Journey Through a Body | Каміль Деґей      | Франція                    |
|                           | Ikki illa meint        | Андріас Гоґенні   | Данія Фарерські острови    |

### Двотижневик режисерів
Наступні фільми були відібрані для участі в програмі секції «Двотижневик режисерів»:
Художні фільми
| Фільм                   | Назва мовою оригіналу      | Режисер             | Країна                       |
| ----------------------- | -------------------------- | ------------------- | ---------------------------- |
| А потім ми танцювали ‡  | And Then We Danced         | Леван Акін          | Швеція Грузія                |
| Аліса і мер             | Alice et le maire          | Ніколя Перизер      | Франція                      |
| Без твоєї крові (CdO)   | Sem seu sangue             | Аліс Фуртадо        | Бразилія Нідерланди Франція  |
| Дай мені свободу        | Give Me Liberty            | Кирилл Міхановський | США                          |
| Давайте все підірвемо   | On va tout péter           | Лех Ковальські      | Франція                      |
| Крихітка зомбі ‡        | Zombi Child                | Бертран Бонелло     | Франція                      |
| Жити, щоб співати       | 活着唱着                   | Джонні Ма           | КНР Франція                  |
| Заради грошей           | Por el dinero              | Алехо Могулянскі    | Аргентина                    |
| Ів (фільм закриття)     | Yves                       | Бенуа Форжар        | Франція                      |
| Куріпка                 | Perdrix (CdO)              | Ерван Ле Дюк        | Франція                      |
| Лілліан                 | Lillian                    | Андреас Горват      | Австрія                      |
| Маяк                    | The Lighthouse             | Роберт Еггерс       | Канада США                   |
| Олег                    | Oleg                       | Юріс Курсієтіс      | Латвія Бельгія Литва Франція |
| Замша (фільм відкриття) | Le daim                    | Квентін Дюп'є       | Франція                      |
| Перше кохання           | Hatsukoi                   | Такасі Міїке        | Японія Велика Британія       |
| Пісня без імені (CdO)   | Canción sin nombre         | Меліна Леон         | Перу Швейцарія               |
| Примарні тропіки        | Ghost Tropic               | Бас Девос           | Бельгія                      |
| Притулок                | Parwareshgah               | Шарбану Садат       | Данія Афганістан Франція     |
| Притулок                | Ang Hupa                   | Лав Діас            | Філіппіни КНР                |
| Простачка               | Une fille facile           | Ребекка Злотовськи  | Франція                      |
| Рани                    | Wounds                     | Бабак Анварі        | США                          |
| Собаки не носять штанів | Koirat eivät käytä housuja | Пекка Валькеапяя    | Фінляндія Латвія             |
| Частинки                | Les Particules (CdO)       | Блейз Гаррісон      | Швейцарія Франція            |
|                         | Tlamess (QP)               | Ала Еддін Слім      | Туніс Франція                |

Спеціальні покази
| Фільм       | Назва мовою оригіналу | Режисер         | Країна |
| ----------- | --------------------- | --------------- | ------ |
| Червоний 11 | Red 11                | Роберт Родрігес | США    |
| Нерішуча    | The Staggering Girl   | Лука Гуаданьїно | Італія |

## Нагороди
Нагороди були розподілені наступним чином:

### Офіційна програма
Головний конкурс
| Нагорода              | Лауреат                                                | Країна         |
| --------------------- | ------------------------------------------------------ | -------------- |
| Золота пальмова гілка | Паразити, реж. Пон Джун Хо                             | Південна Корея |
| Гран-прі              | Атлантика, реж. Маті Діоп                              | Франція        |
| Найкращий режисер     | Жан-П'єр та Люк Дарденни за Молодий Ахмед              | Бельгія        |
| Найкращий сценарій    | Селін Ск'ямма за Портрет молодої жінки у вогні         | Франція        |
| Найкраща акторка      | Емілі Бічем за Маленький Джо                           | /              |
| Найкращий актор       | Антоніо Бандерас за Біль та слава                      | Іспанія        |
| Приз журі             | Бакурау, реж. Клебер Мендонса Фільо та Жуліано Дорнель | Бразилія       |

Особливий погляд
| Нагорода                                               | Лауреат                                      | Країна   |
| ------------------------------------------------------ | -------------------------------------------- | -------- |
| Приз «Особливий погляд»                                | Невидиме життя, реж. Карім Айну              | Бразилія |
| Приз журі «Особливий погляд»                           | Сонце, яке ніколи не сідає, реж. Олів'є Лакс | /        |
| Приз журі «Особливий погляд» найкращому режисерові     | Кантемір Балагов за фільм Дилда              | Росія    |
| Приз журі «Особливий погляд» за найкращу акторську гру | К'яра Мастроянні за фільм Кімната 212        | Франція  |
| Спеціальний приз журі                                  | Альберт Серра за фільм «Свобода»             | Іспанія  |
| Спеціальний приз журі                                  | Брюно Дюмон за фільм Жанна                   | Франція  |
| Приз Coup de Cœur                                      | Монія Шокрі за фільм Братська любов          | Канада   |
| Приз Coup de Cœur                                      | Міхаель Ковіно за фільм Сходження            | Франція  |

Сінефондасьон
| Нагорода    | Лауреат                            | Країна  |
| ----------- | ---------------------------------- | ------- |
| Перший приз | Рука об руку, реж. Луїза Курвуазьє | Франція |
| Другий приз | Знак, реж. Річард Ван              | США     |
| Третій приз | Душечка, реж. Барбра Рупік         | Польща  |

Золота камера
| Нагорода      | Лауреат                      | Країна |
| ------------- | ---------------------------- | ------ |
| Золота камера | Наші матері, реж. Сезар Діаз | /      |

Короткометражні фільм
| Нагорода                                        | Лауреат                                         | Країна    |
| ----------------------------------------------- | ----------------------------------------------- | --------- |
| Золота пальмова гілка за короткометражний фільм | Відстань між нами і небом, реж. Васіліс Кекатос | /         |
| Спеціальна згадка                               | Монстр Бог, реж. Агустіна Сан Мартін            | Аргентина |

### Паралельні секції
Міжнародний тиждень критики
| Нагорода                                                      | Лауреат                                                                           | Країна  |
| ------------------------------------------------------------- | --------------------------------------------------------------------------------- | ------- |
| Гран-прі Nespresso                                            | Я втратив своє тіло, реж. Жеремі Клапен                                           | Франція |
| Приз Луї Редера за одкровення                                 | Інгвар Еггерт Сігурдссон за роль у фільмі Білий, білий день, реж. Глінур Палмасон | /       |
| Премія SACD                                                   | Наші матері, реж. Сезар Діаз                                                      | /       |
| Нагорода Фонду Гана для підтримки дистрибуції                 | Віварій, реж. Лоркан Фінніган                                                     | /       |
| Приз Leica Cine Discovery за найкращий короткометражний фільм | Вона біжить, реж. She Runs                                                        | /       |
| Премія Canal+                                                 | Ikki illa meint, реж. Андріас Гоґенні                                             | /       |

Двотижневик режисерів
| Нагорода                            | Лауреат                                  | Країна  |
| ----------------------------------- | ---------------------------------------- | ------- |
| Премія SACD                         | Простачка, реж. Ребекка Злотовськи       | Франція |
| Нагорода Europa Cinemas Label       | Аліса і мер, реж. Ніколя Перизер         | Франція |
| Приз Illy за короткометражний фільм | Пильнуйте, будьте готові, реж. Тхієн Фам | /       |
| Премія «Золота карета»              | Джон Карпентер                           | США     |

### Незалежні нагороди
Нагороди були розподілені наступним чином:
Приз ФІПРЕССІ
| Нагорода                | Лауреат                           | Країна |
| ----------------------- | --------------------------------- | ------ |
| Основний конкурс        | Певно, це рай, реж. Еліа Сулейман | /      |
| «Особливий погляд»      | Дилда, реж. Кантемір Балагов      | Росія  |
| «Двотижневик режисерів» | Маяк, реж. Роберт Еггерс          | /      |

Приз екуменічного журі
| Нагорода         | Лауреат                             | Країна |
| ---------------- | ----------------------------------- | ------ |
| Основний конкурс | Приховане життя, реж. Терренс Малік | /      |

Журі «Золоте око»
| Нагорода          | Лауреат                                       | Країна          |
| ----------------- | --------------------------------------------- | --------------- |
| Приз «Золоте око» | Кордільєри мрій, реж. Патрисіо Гусман         | /               |
| Приз «Золоте око» | Для Сама, реж. Вад Аль Катеаб та Едвард Ваттс | Велика Британія |

Журі Queer Palm
| Нагорода                             | Лауреат                                           | Країна  |
| ------------------------------------ | ------------------------------------------------- | ------- |
| Queer Palm                           | Портрет молодої жінки у вогні, реж. Селін Ск'ямма | Франція |
| Queer Palm за короткометражний фільм | Відстань між нами і небом, реж. Васіліс Кекатіс   | /       |

Приз Франсуа Шале
| Нагорода          | Лауреат                             | Країна |
| ----------------- | ----------------------------------- | ------ |
| Приз Франсуа Шале | Приховане життя, реж. Терренс Малік | /      |

### Спеціальні нагороди
| Нагорода                      | Лауреат                                | Країна          |
| ----------------------------- | -------------------------------------- | --------------- |
| Почесна Золота пальмова гілка | Ален Делон                             | Франція         |
| Трофей Шопар                  | Відкриття року — акторка: Флоренс П'ю  | Велика Британія |
| Трофей Шопар                  | Відкриття року — актор: Франсуа Сівіль | Франція         |